# Sekun, Stara Vîjivka
Sekun (în ucraineană Секунь, poloneză Siekuń) este o comună în raionul Stara Vîjivka, regiunea Volînia, Ucraina, formată numai din satul de reședință.

## Demografie
Componența lingvistică a satului Sekun
     Ucraineană (99,15%)
     Alte limbi (0,85%)
Conform recensământului din 2001, majoritatea populației satului Sekun era vorbitoare de ucraineană (99,15%), existând în minoritate și vorbitori de alte limbi.